# Amelia Dyer

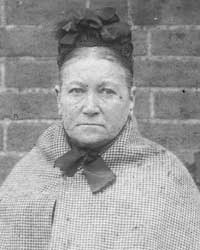
Amelia Dyer, Polizeifoto, 1896

Amelia Elizabeth Dyer, geborene Hobley (geboren 1837 in Bristol; gestorben am 10. Juni 1896 in London) war eine britische Pflegemutter und Serienmörderin. Dyer wurden eine Vielzahl von Kindesmorden vorgeworfen: 200 bis 400 Opfer wurden vermutet, doch nur einige nachgewiesen.
Dyer nahm Kinder von ledigen Müttern aus dem ganzen Land gegen eine entsprechende Gebühr auf, um sie angeblich in der Nähe von London aufzuziehen. Die Kinder kamen jedoch schon bald um, unter anderem durch Vernachlässigung und durch Strangulation. Dyer behielt das Geld und konnte es für sich selbst verwenden.
Aufgrund eines Hinweises eines Arztes wegen vier in ihrer Obhut verstorbener Kinder erhielt sie im Jahre 1879 wegen Kindesvernachlässigung eine Gefängnisstrafe von sechs Monaten. Hieraus zog sie die Konsequenz, das Versterben der Kinder nicht mehr zu melden.
Eine Wende brachte ein Bündel mit einer Kinderleiche, das am 30. März 1896 in der Themse gefunden wurde. Eine Adresse auf dem Packpapier führte die Polizei auf eine Spur.
Dyer wurde im Old Bailey verurteilt und im Newgate-Gefängnis durch Erhängen hingerichtet. Der Skandal führte zu einer Gesetzesverschärfung, beendete jedoch nicht den Kinderhandel.